# Cneoroideae
Cneoroideae je potporodica rutovki koja dobiva ime po rodu kneorum (Cneorum). Pripada joj 7 rodova. Nekada se računala za samostalnu porodicu Cneoraceae Vest
Cneorodideae se danas vodi kao jedna od četiri potporodice unutar porodice rutovki, kojih je tradicionalno bilo sedam. U Ovu potporodicu uklopljene su potporodice Spathelioideae Engl., Dictyolomatoideae Engl.č rod Harrisonia R. Br. ex A. Juss. iz porodice Simaroubaceae DC., Cneorum L. iz porodice Cneoraceae Vest, i Ptaeroxylon Eckl. & Zeyh. iz porodice Ptaeroxylaceae J.-F. Leroy.

## Rodovi
- genus Bottegoa Chiov.[3]
- genus Cedrelopsis Baill.[3]
- genus Cneorum L.Baill.[3]
- genus Dictyoloma A. Juss.[3]
- genus Harrisonia R. Br. ex A. Juss.Baill.[3]
- genus Ptaeroxylon Eckl. & Zeyh.Baill.[3]
- genus Spathelia L.Baill.[3]